# Національні олімпійські комітети Океанії
Національні олімпійські комітети Океанії (англ. Oceania National Olympic Committees, ONOC) — міжнародна олімпійська організація, що об'єднує 17 національних олімпійських комітетів Океанії. Під егідою ONOC проходять Тихоокеанські ігри (Пацифіада).

## Країни-учасники
У наступній таблиці наведено країни, що мають національні олімпійські комітети і входять. У четвертому стовпці перша дата означає рік створення НОК, друга — визнання його Міжнародним олімпійським комітетом, якщо дати не збігаються.
| Країна                       | Код | Національний олімпійський комітет                            | Рік       | Джерело |
| ---------------------------- | --- | ------------------------------------------------------------ | --------- | ------- |
| Американське Самоа           | ASA | American Samoa National Olympic Committee                    | 1987      |         |
| Австралія                    | AUS | Australian Olympic Committee                                 | 1895      |         |
| Острови Кука                 | COK | Cook Islands Sports and National Olympic Committee           | 1986      |         |
| Федеративні Штати Мікронезії | FSM | Federated States of Micronesia National Olympic Committee    | 1995/1997 |         |
| Фіджі                        | FIJ | Fiji Association of Sports and National Olympic Committee    | 1949/1955 |         |
| Гуам                         | GUM | Guam National Olympic Committee                              | 1976/1986 |         |
| Кірибаті                     | KIR | Kiribati National Olympic Committee                          | 2002/2003 |         |
| Маршаллові Острови           | MHL | Marshall Islands National Olympic Committee                  | 2001/2006 |         |
| Науру                        | NRU | Nauru Olympic Committee                                      | 1991/1994 |         |
| Нова Зеландія                | NZL | New Zealand Olympic Committee                                | 1911/1919 |         |
| Палау                        | PLW | Palau National Olympic Committee                             | 1997/1999 |         |
| Папуа Нова Гвінея            | PNG | Papua New Guinea Olympic Committee                           | 1973/1974 |         |
| Самоа                        | SAM | Samoa Association of Sports and National Olympic Committee   | 1983      |         |
| Соломонові Острови           | SOL | National Olympic Committee of Solomon Islands                | 1983      |         |
| Тонга                        | TGA | Tonga Sports Association and National Olympic Committee      | 1963/1984 |         |
| Тувалу                       | TUV | Tuvalu Association of Sports and National Olympic Committee  | 2004/2007 |         |
| Вануату                      | VAN | Vanuatu Association of Sports and National Olympic Committee | 1987      |         |